# Bierzwnica
Bierzwnica (deutscher Name: Reinfeld, Kreis Belgard) ist ein Dorf in der polnischen Woiwodschaft Westpommern und gehört zur Gmina (Landgemeinde) Świdwin (Schivelbein) im Kreis Świdwin.

## Geographische Lage
Bierzwnica (Reinfeld) liegt zwölf Kilometer von Świdwin und ebenso so weit von Połczyn-Zdrój (Bad Polzin) entfernt. Die ehemalige Kreisstadt Białogard (Belgard) liegt in einer Entfernung von 35 Kilometern. Das Dorf befindet sich im Kreuzungspunkt von vier Nebenstraßen und ist dadurch an das engere Umland gut angebunden. Die nächste Bahnstation ist Cieszeniewo (Ziezeneff) an der Strecke Świdwin – Połczyn-Zdrój.

## Ortsgeschichte
|  |

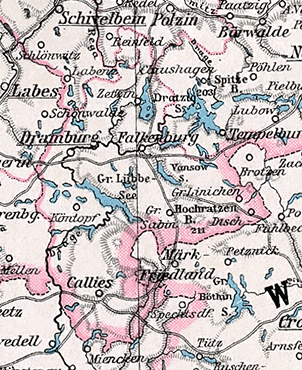
Reinfeld südöstlich der Stadt Schivelbein und südwestlich der Stadt Bad Polzin auf einer Landkarte von 1905

Zum Gut Reinfeld gehörten in früheren Jahren die Vorwerke Papenhof, Rotheriege und Schmitzkenberg, außerdem eine Ziegelei, eine Mühle und ein Sägewerk. Im Jahre 1837 kam die Kolonie Oppenfelde hinzu sowie die Siedlung Fischersruh.
Frühere Besitzer waren die Familie der Herren von Ramel, die seit 1190 in Pommern ansässig sind, im 18. Jahrhundert die Familie von Damitz. 1754 kaufte es der Kriegs- und Domänenrat Christian Albrecht von Hirsch. Am 23. Oktober 1762 verkaufte der Kriegsrat er an den Leutnant Ludwig von Vigny. Dieser verkaufte es bereits 1768 an den Generalmajor Otto Kasimir von Versen. Nach seinem Tod erbte zunächst die älteste Tochter Albertine, die ihren Anteil an ihre Stiefmutter verkaufte. Dieser vererbte es nach ihrem Tod an ihren Neffen August Wilhelm Heinrich von der Osten.
Im Jahr 1824 kauften die Bankiers Gebrüder Oppenfeld aus Berlin das Gut mit seinen Vorwerken. Später wurde die Familie geadelt. In den letzten Jahren vor 1945 bewirtschaftete Leopold von Oppenfeld das Gut mit den Vorwerken Alt- und Neu Ritzerow und Karlshof.
Die Landgemeinde Reinfeld entstand 1928 durch die Zusammenlegung der Gutsbezirke Reinfeld und Ritzerow.
In der 2494,9 Hektar großen Gemeinde lebten 1939 insgesamt 589 Menschen in 152 Haushaltungen. Der überwiegende Teil der Einwohner arbeitete in der Land- und Forstwirtschaft.
Letzte Bürgermeister vor 1945 waren Wilhelm Doege (bis 1941), Richard Meyer (1941) und Josef Dinges (1941–1945). Das zuständige Amtsgericht lag in Bad Polzin, und für die polizeilichen Belange sorgte Oberlandjäger Zorn.
Am 5. März 1945 wurde Reinfeld von russischen Truppen besetzt. Ende 1945 begann die Vertreibung der ansässigen Bevölkerung. Reinfeld wurde polnisch und gehört heute als Bierzwnica zur Landgemeinde Świdwin.

## Amt Reinfeld
Reinfeld bildete bis 1945 mit Ziezeneff einen eigenen Amtsbezirk im Landkreis Belgard (Persante). Letzter deutscher Amtsvorsteher war Walter Krause.

## Standesamt Reinfeld
Reinfeld war auch Sitz eines Standesamtes, zu dessen Bezirk noch die Gemeinden Seeligsfelde (zwischen 1937 und 1945 Eichenfelde), Ziezeneff und Zuchen gehörten. Letzter Standesbeamter vor 1945 war Werner Hoppe.

## Kirchspiel Reinfeld

### Kirchengemeinde
Bis 1945 bildete Reinfeld mit den Kirchengemeinden Dohnafelde (heute polnisch: Donatowo) und Klützkow (Kluczkowo) ein eigenes Kirchspiel, in das die Ortschaften Ritzerow (Rycerzewko), Brunow (Bronowo), Charlottenhof, Gumtow (Chomętowo) und Wartenstein (Przyrzecze) eingepfarrt waren.
Ursprünglich war Reinfeld einmal eine Filialgemeinde von Ziezeneff, und bis 1898 gehörte auch Bramstädt (Toporzyk) bis zur Erhebung als eigene Pfarre zu Reinfeld.
Zum Kirchspiel Reinfeld zählten im Jahre 1940 insgesamt 2110 Gemeindeglieder, von denen 1010 zu Reinfeld, 250 zu Dohnafelde und 850 zu Klützkow gehörten. Das Kirchenpatronat oblag damals dem Rittergutsbesitzer von Oppenfeld in Reinfeld.
Das Kirchspiel Reinfeld gehörte bis 1858 zum Kirchenkreis Belgard, danach dann bis 1945 zum Kirchenkreis Schivelbein in der Kirchenprovinz Pommern der evangelischen Kirche der Altpreußischen Union.
Heute ist Bierzwnica ein Teil des Kirchspiels Koszalin (Köslin) in der Diözese Pommern-Großpolen der polnischen Evangelisch-Augsburgischen Kirche.

### Pfarrkirche
Die Reinfelder Kirche wurde 1836 aus Findlingen und Ziegeln erbaut. Der Turm wurde 1864 vom Patron Leopold von Oppenfeld an den Ostgiebel angefügt. Er besteht aus massivem Ziegelwerk. Seinem quadratischen Mittelteil war ein polygonales Obergeschoss aufgesetzt, das eine geschweifte Haube trug.

### Pfarrer von der Reformation bis 1945
1. Johann Lange (1575)
2. NN. Lüdke (um 1600)
3. Jakob Brasche
4. Daniel Wockenius
5. Jakob Crowecke, 1690–1724
6. Christian Crowecke (Sohn von 5.), 1724–1757
7. Johann Jakob Crowecke (Sohn von 6.), 1757–1789
8. Daniel Gottfried Stern, 1790–1809
9. Heinrich Anton Roloff, 1810–1835
10. Julius Alexander Leopold Gemberg, 1836–1882
11. Paul Friedrich Gotthold Gemberg (Sohn von 10.), 1882–1887
12. Wilhelm Friedrich Plathe, 1887–1896
13. Wilhelm Kleedehn, 1899–1929
14. Dr. phil. Herbert Achterberg, 1930–1937
15. Friedrich Gehrmann, 1937–1945

## Persönlichkeiten
- August Wilhelm Leopold von Rahmel (1749–1808), Königlich Preußischer Offizier, Dichter aus der Familie der Herren von Ramel/Rahmel.
- Dietrich Meister (1927–2014), deutscher Politiker (CDU) und Abgeordneter des Hessischen Landtags